# Enantigonodesmus adisi
Enantigonodesmus adisi är en mångfotingart som beskrevs av Sergei I. Golovatch 1997. Enantigonodesmus adisi ingår i släktet Enantigonodesmus och familjen fingerdubbelfotingar. Inga underarter finns listade i Catalogue of Life.